# Suzanne Camelia-Römer
Suzanne Camelia-Römer, född 1959, är en nederländsk politiker. 
Hon var premiärminister i Nederländska Antillerna, 1993 och 1998–1999. 
Hon är medlem i Council of Women World Leaders. 